# Індіан Чарч
Індіан Чарч (англ. Indian Church) — поселення на північному заході Белізу, в окрузі Ориндж-Волк, південніше адміністративного центру краю. Та найвідоміше село тим, що на його північних околицях віднайдено головну історичну пам'ятку країни — Ламанай, головний церемоніальний центр цивілізації мая.

## Розташування
Індіан Чарч знаходиться на низовині Юкатанської платформи в серединній частині Белізу і розташоване на берегах великого прісноводного озера Нью-Рівер Лагуна (New River Lagoon). Місцевість навколо Індіан Чарч рівнинна, помережена невеличкими річками та болотяними озерцями, а село стоїть
зовсім поруч із головною водною артерією округу — повноводною річкою Ріо-Нуево (Rio Nuevo).

## Населення
Населення за даними на 2010 рік становить 267 осіб. З етнічної точки зору, населення — це суміш: мая, метисів та креолів.
| Рік       | 2000 | 2010 |
| --------- | ---- | ---- |
| Населення | 209  | 267  |

## Клімат
Індіан Чарч знаходиться у зоні тропічного мусонного клімату. Середньорічна температура становить +24 °C. Найспекотніший місяць квітень, коли середня температура становить +26 °C. Найхолодніший місяць січень, з середньою температурою +21 °С. Середньорічна кількість опадів становить 3261 міліметрів. Найбільше опадів випадає у жовтні, у середньому 404 мм опадів, самий сухий квітень, з 46 мм опадів.